# Parabola GNU/Linux-libre
Parabola GNU/Linux-libre是一基於Arch Linux的Linux發行版電腦作業系統，支援i686、x86-64、ARM和MIPS64架構（现已终止）。它包含GNU作業系統工具，採用Linux-libre內核而非通用的Linux內核，完全使用自由軟體。開發著眼於簡潔、社區參與及使用最新的自由軟體套件。
Parabola GNU/Linux-libre被自由軟體基金會收錄於完全自由作業系統列表之中。參見自由軟體基金會認可的Linux發行版。

## 歷史
2009年，Parabola由gNewSense的IRC頻道的多位成員首次提出。個別Arch Linux社群的成員——尤其是西班牙語用者——啟動了對工程軟體和文檔部分的開發及維護進程。
Parabol曾有MIPS版移植以支援在龍芯運行。
2011年5月20日，Parabola發行版被GNU接受，成為FSF的自由Linux發行版列表中之一員。
2012年2月，Dmitrij D. Czarkoff代表OSNews複查了Parabola。Czarkoff報告指出，在他的測試中，若干硬體問題浮現，這歸因於缺乏自由韌體。

### 存儲庫安全性
直到4.0.0版本，Parabola的套件管理器缺乏獲簽名的套件。下載至安裝進程期間，獲簽名的套件及元數據未由Pacman認證其可靠性。沒有套件可靠性驗證，篡改或惡意的資料庫鏡像可能會危及系統的健全性。
Pacman 4允許驗證套件資料庫；至2012年4月的所有套件均已獲簽名。

## 安裝
有兩種方式安裝Parabola：
1. 使用可安裝ISO鏡像；

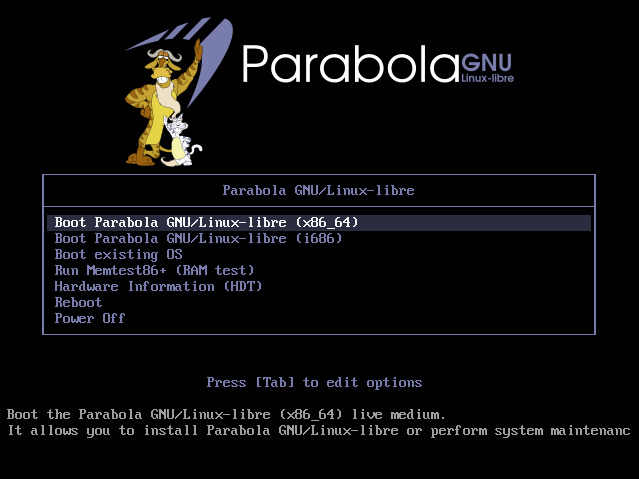
Parabola GNU/Linux安裝器

2. 從先前安裝的Arch Linux系統遷移過來，並更改到Parabola存儲庫列表。[9][10]